# برت کامرون
برت کامرون (انگلیسی: Bert Cameron؛ زادهٔ ۱۶ نوامبر ۱۹۵۹) دونده اهل جامائیکا است.